# Sara Andersson
Sara Andersson (ur. 13 stycznia 2003 w Morze) – szwedzka biathlonistka, wielokrotna medalistka mistrzostw świata juniorów.

## Kariera
Po raz pierwszy na arenie międzynarodowej pojawiła się w 2019 roku, startując na mistrzostwach świata juniorów w Osrblie. Zajęła tam 23. miejsce w biegu indywidualnym, 65. w sprincie i 16. w sztafecie. Na rozgrywanych trzy lata później mistrzostwach świata juniorów w Soldier Hollow zdobyła złoty medal w biegu indywidualnym i brązowy w biegu pościgowym. Podczas mistrzostw świata juniorów w Szczuczyńsku w 2023 roku była trzecia w sprincie. Następnie zwyciężyła w tej konkurencji na mistrzostwach świata juniorów w Otepää w 2024 roku. W międzyczasie zdobyła również brązowy medal w pojedynczej sztafecie mieszanej na igrzyskach olimpijskich młodzieży w Lozannie w 2020 roku.
W zawodach Pucharu Świata w biathlonie zadebiutowała 18 marca 2023 roku w Oslo, zajmując 31. miejsce w sprincie. Tym samym już w debiucie zdobyła pierwsze punkty. 

## Osiągnięcia

### Mistrzostwa świata juniorów
| Rok  | Miejscowość    | Konkurencje | Konkurencje | Konkurencje | Konkurencje | Konkurencje | Konkurencje | Konkurencje |
| Rok  | Miejscowość    | IN          | SP          | PU          | MS          | RL          | MR          | SR          |
| ---- | -------------- | ----------- | ----------- | ----------- | ----------- | ----------- | ----------- | ----------- |
| 2019 | Osrblie        | 23.         | 65.         | –           | nd.         | 16.         | nd.         | nd.         |
| 2021 | Obertilliach   | 4.          | 9.          | 5.          | nd.         | 11.         | nd.         | nd.         |
| 2022 | Soldier Hollow | 1.          | 8.          | 3.          | nd.         | –           | nd.         | nd.         |
| 2023 | Szczuczyńsk    | 6.          | 3.          | 8.          | nd.         | 6.          | nd.         | nd.         |
| 2024 | Otepää         | 15.         | 1.          | –           | nd.         | 14.         | nd.         | nd.         |
| 2025 | Östersund      | 13.         | 2.          | nd.         | 1.          | –           | 7.          | nd.         |

### Puchar Świata

#### Miejsca w klasyfikacji generalnej
| Sezon     | Miejsce |
| --------- | ------- |
| 2022/2023 | 79.     |
| 2023/2024 | 49.     |
| 2024/2025 | 37.     |

#### Wszystkie miejsca na podium chronologicznie
Andersson nie stawała na podium indywidualnych zawodów PŚ.